# Powell River
Pour les articles homonymes, voir Powell.
Powell River est une cité (city) située en Colombie-Britannique située dans le détroit de Géorgie, le long de la Sunshine Coast (en français : la côte ensoleillée).

## Présentation
Les premiers habitants de cette région étaient les Amérindiens des tribus des Salish de la côte frères des Salish de l'intérieur.
La cité de Powell River comptait au recensement de la population de 12 957 habitants dont un peu moins d'un millier de Franco-Colombiens.
Bien que la municipalité de Powell River soit assez proche de Vancouver, la cité est le chef-lieu du district régional de Powell River.
La minorité francophone ou bilingue bénéficie du réseau scolaire en français du Conseil scolaire francophone de la Colombie-Britannique qui gère les deux établissements scolaires francophones de Powell River : l'École primaire Côte du Soleil et une classe d'immersion française au sein de l'École secondaire anglophone Brooks.

## Démographie
| 2001   | 2006   | 2011   | 2016   |
| ------ | ------ | ------ | ------ |
| 12 983 | 12 957 | 13 165 | 13 157 |

## Sports d'équipe
Powell River a une équipe de Hockey, les Powell River Kings, membres de la ligue de hockey de Colombie Britannique, et une équipe de football, Powell River Villa, qui joue dans la ligue de football de l'île de Vancouver. La ville propose de nombreux sports et associations aux jeunes, comme le hockey, le football, le baseball.

## Loisirs
Powell River est le point de départ d'un chemin de randonnée, le Sunshine Coast Trail. C'est un libre accès à 180 kilomètres de nature, de forêts, de points de vue, de mer, de montagne, de lacs, de rivières à saumons...

## Transport
Même si elle ne se situe pas sur une île, la ville de Powell River est isolée par l'océan et les montagnes (découpage de la côte). L'accès aux véhicules est possible uniquement par ferry, ou plutôt une succession de ferrys pour rester lié avec le continent. Les fjords ont rendu la construction de routes impossible.
Powell River est aussi accessible par avion, qu'il soit privé ou de la compagnie Pacific Coastal Airlines qui propose des vols de 25 minutes entre Powell River et Vancouver.